# Sorocaba
Sorocaba je obec v Brazílii, která leží v jihovýchodní části státu São Paulo v brazilském Jihovýchodním regionu. V roce 2022 zde žilo přibližně 724 tisíc obyvatel a šlo tak o sedmou nejlidnatější obec ve státě a druhou nejlidnatější obec ve státě, která neleží v metropolitní oblasti města São Paulo po městě Campinas. Svůj název obec nese po řece Sorocaba. Samotné Sao Paulo se nachází 92 kilometrů západně od obce. Sídlí zde celkem osmnáct vysokých škol, sedm soukromých a dvě veřejné, z nichž nejznámější je asi Univerzita v Sorocabě. V obci se nachází také menší Letiště Sorocaba. Panuje zde subtropické podnebí.